# 하카와역
하카와역(일본어: 波川駅)은 일본 고치현 아가와군 이노정에 위치한 시코쿠 여객철도 도산 선의 철도역이다. 역 번호는 K08이며, 단선 승강장 1면 1선의 구조를 갖춘 지상역이다.

## 역 주변
- 간포노야도 이노

## 역사
- 1964년 10월 1일 : 일본국유철도의 역으로서 개업.
- 1987년 4월 1일 : 일본국유철도 분할 민영화에 의해, 시코쿠 여객철도가 승계.

## 인접 역
| 시코쿠 여객철도 도산 선      | 시코쿠 여객철도 도산 선 | 시코쿠 여객철도 도산 선             |
| ---------------------------- | ----------------------- | ----------------------------------- |
| K 07 이노 다도쓰 · 고치 방면 | 도산 선                 | 오무라진자마에 K 08-1 구보카와 방면 |